# Kilometr za hodinu

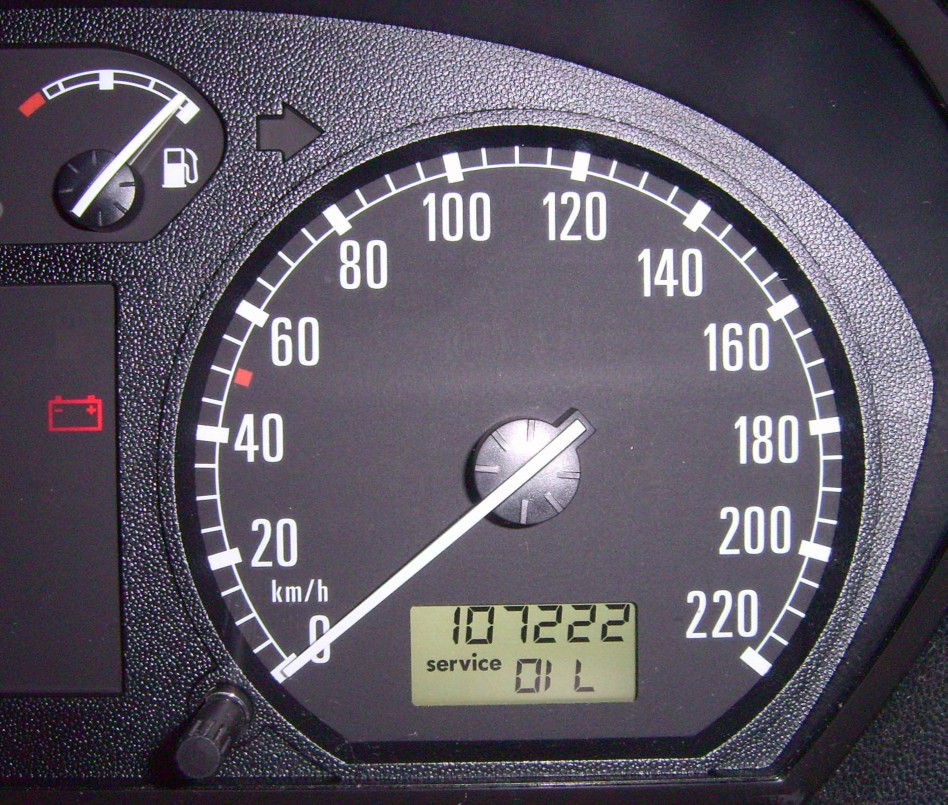
Tachometr zobrazující rychlost v kilometrech za hodinu

Jednotky rychlostního limitu na dopravních značkách po celém světě:
Kilometry za hodinu (km/h)
Míle za hodinu (mph)
Obě
Žádné jednotky rychlostního limitu

Kilometr za hodinu (značka km/h nebo km·h−1) je jednotka rychlosti. Udává, kolik kilometrů urazí za jednu hodinu objekt pohybující se konstantní rychlostí.

## Převod na jiné jednotky
- Metr za sekundu: 1 m/s = 3,6 km/h, 1 km/h = 0,2777… m/s
- Míle za hodinu: 1 mph = 1,6094 km/h, 1 km/h ≈ 0,621 mph
- Uzel: 1 kt = 1,852 km/h, 1 km/h ≈ 0,54 kt